# ایوبنکس (ایلینوی)
ایوبنکس (به انگلیسی: Ewbanks) یک منطقهٔ مسکونی در ایالات متحده آمریکا است که در شهرستان آدامز، ایلینوی واقع شده‌است. ایوبنکس ۲۱۷٫۹۳ متر بالاتر از سطح دریا واقع شده‌است.